# Kudus (ort i Indonesien)
Kudus är en ort i Indonesien. Den ligger i provinsen Jawa Tengah, i den västra delen av landet, 400 km öster om huvudstaden Jakarta. Kudus ligger 27 meter över havet och antalet invånare är 92 156.
Terrängen runt Kudus är platt. Runt Kudus är det mycket tätbefolkat, med 1 573 invånare per kvadratkilometer. Kudus är det största samhället i trakten. Runt Kudus är det i huvudsak tätbebyggt.